# Maggio nero

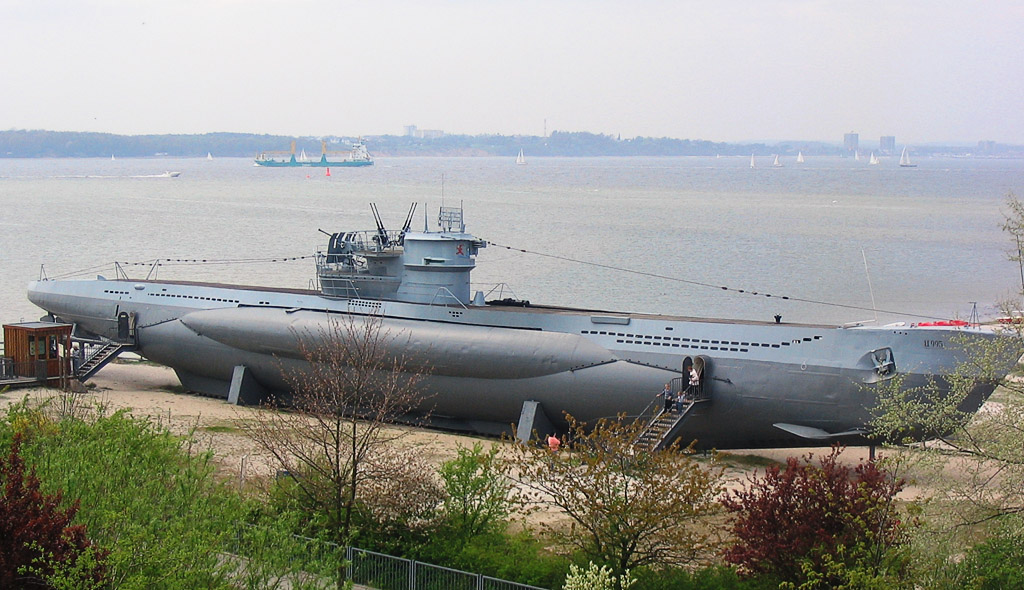
L'U-995 di tipo VIIC al memoriale della Kriegsmarine di Laboe

Il Maggio nero è quel periodo (maggio 1943) della battaglia dell'Atlantico della seconda guerra mondiale, nel quale la strategia di guerra sottomarina della Kriegsmarine (U-Bootwaffe) subì gravi perdite a fronte di un basso tonnellaggio alleato affondato; si tratta del punto di svolta della Battaglia dell'Atlantico.

## Contesto storico
Dopo le battaglie di febbraio contro i convogli SC-118, ON-166 e UC-1, il Maggio nero fu il culmine della crisi tedesca nella battaglia dell'Atlantico che iniziò a marzo del 1943.

### Marzo
A marzo le offensive degli U-Boot toccarono il massimo picco, con una serie di battaglie contro i convogli, prima gli HX-228, SC-121, e UGS 6; poi seguì la battaglia per il HX-229/SC-122, la più grande battaglia di questo tipo dell'intera guerra.
Le perdite alleate nel mese di marzo furono di 120 navi per un totale di 704 000 t, di cui 82 (484 000 t) nelle acque dell'Atlantico. I tedeschi persero 12 U-Boot in questo mese.
Un rapporto della Royal Navy giunse alla conclusione che i tedeschi non erano mai riusciti a interrompere i rifornimenti tra America ed Europa come nei primi venti giorni del marzo 1943.,.

### Aprile
Il mese successivo diede fiato agli Alleati, perché gli U-Boot non furono in grado di mantenere una presenza così massiccia nell'Atlantico. Molte unità protagoniste del mese di marzo furono ritirate per la manutenzione; in ogni caso i sommergibili ancora operativi furono comunque attivi.
Una dura perdita per gli Alleati alla fine di aprile consistette nell'attacco dell'U-Boot U-515 al convoglio TS.37, che causò l'affondamento di quattro petroliere in tre minuti, e di altre tre nelle successive sei ore.
Le perdite alleate in aprile ammontarono a 64 unità per un totale di 351 000 t, di cui 39 navi (239 000 t) in Atlantico. La Kriegsmarine perse invece 15 unità.
Il mese successivo, invece, avrebbe visto la vittoria tattica e strategica degli Alleati, che avrebbero mantenuto il vantaggio durante tutta la guerra.

### Maggio
Il maggio 1943 si aprì con la battaglia del convoglio ONS-5, uno scontro di ampie proporzioni che causò pesanti perdite da ambo i lati: 12 navi per 6 U-Boot. Ma i miglioramenti tattici effettuate sulle unità di scorta iniziarono ad aver effetto.
I successivi tre convogli attaccati videro sette unità affondate per sette U-Boot persi. Infine, l'attacco al convoglio SC-130 causò l'affondamento di cinque sommergibili tedeschi. Tra le vittime dell'U-954 c'era anche Peter Dönitz, il figlio dell'ammiraglio Karl Dönitz. Scosso da questa notizia, Dönitz ordinò una ritirata dall'Atlantico, per cercare di riguadagnare terreno, ma gli U-Boot non poterono tornare a tutta forza fino all'autunno, e non ritornarono mai alla propria potenza originaria.
Le perdite alleate totali di maggio furono di 58 navi di 304 000 t, di cui 34 (136 000 t) nell'Atlantico.

## Il Maggio nero
Il maggio 1943 vide il numero massimo di U-Boot operativi, 240, di cui 118 in mare, ma i dati sull'affondamento di tonnellaggio nemico erano in continua discesa. Il maggio 1943 vide le più gravi perdite per gli U-Boot di tutta la guerra, con 41 unità distrutte in un solo mese, un quarto dei sommergibili operativi.
Il 24 maggio 1943, Karl Dönitz — a causa delle continue perdite sofferte dalla Kriegsmarine — ordinò uno stop temporaneo alla guerra sottomarina; gran parte delle unità fu ritirata dal servizio attivo.
Mentre aumentavano le perdite, calavano a picco anche i danni inferti agli Alleati; e così 18 U-Boot furono distrutte nelle battaglie contro le scorte ai convogli nell'Atlantico, 14 furono affondate dagli aerei di pattuglia, di cui sei nel golfo di Biscaglia. Sommati alle perdite in altri teatri, agli incidenti e ad altre cause, un totale di 43 U-Boot fu affondato durante il solo mese di maggio, come riporta la seguente tabella.
| Causa                  | Unità perse |
| ---------------------- | ----------- |
| Navi di superficie     | 12          |
| Aeronautica costiera   | 14          |
| Aerei imbarcati        | 2           |
| Navi + aerei costieri  | 4           |
| Navi + aerei imbarcati | 1           |
| Sottomarini            | 1           |
| Collisioni             | 2           |
| Altre cause            | 1           |
| Dispersi               | 3           |
| Bombardamenti          | 3           |
| Totale                 | 43          |

Queste perdite sono il triplo di quelle sofferte dalla Kriegsmarine nel mese precedente e superano il numero di unità andate distrutte nell'intero 1941.
Egualmente importante fu poi la perdita in termini di equipaggio addestrato, in particolare quegli ufficiali inferiori che sarebbero divenuti la nuova generazione di comandanti.
Dalla crisi del Maggio nero la guerra sottomarina tedesca non si riprese più. Malgrado gli sforzi dei due anni successivi gli U-Boot non riuscirono più a tornare la grave minaccia ai convogli di rifornimenti degli Alleati che erano stati nei mesi precedenti.

## Il successo Alleato
La svolta nella guerra dei convogli avvenne per il semplice aumento numerico delle forze Alleate in mare, tanto in navi di superficie che in mezzi aerei e per lo sviluppo tecnologico della lotta antisommergibile. Questi miglioramenti, attuati lungo tutto il periodo degli U-Boot, entrarono in piena operatività a maggio, con effetti devastanti.

### Sviluppo tecnico e tattico
Il primo e più importante fattore del successo Alleato fu il miglioramento delle scorte; i gruppi di scorta stavano diventando più abili, e l'analisi scientifica produceva tattiche migliori. Nuovi armamenti come i porcospini e i siluri Mark 24 cominciarono ad essere utilizzati, e la tattica dell'attacco strisciante di cui fu il pioniere il capitano "Johnnie" Walker riscontrò ottimi risultati. I gruppi di supporto furono meglio organizzati, essi sostavano in mare per rinforzare i convogli sotto attacco e dovevano inseguire gli U-Boot fino alla loro distruzione, piuttosto che farli semplicemente scappare. Il vantaggio di Ultra, al contrario, divenne meno significativo a questo stadio della guerra. La sua utilità in precedenza era quella di deviare i convogli lontano dalle minacce nemiche; ora che le scorte potevano distruggere gli attaccanti ciò divenne meno necessario. Per quanto l'Ammiragliato non fosse convinto dell'idea di utilizzare i convogli come esca, per riguardo al morale della marina mercantile, non c'era in realtà alcun vantaggio nell'evitare gli attacchi degli U-Boot.

### Tattica aerea
Sopra i convogli, l'introduzione di aerei a lunghissimo raggio come i B-24 Liberator e l'utilizzo di un numero maggiore di portaerei di scorta ebbe un grande effetto nell'evitare gli assalti e nella distruzione delle unità tedesche. La reintroduzione dei pattugliamenti aerei svolti dai Bristol Beaufighter e dai de Havilland Mosquito a lungo raggio sul Golfo di Biscaglia per attaccare le imbarcazioni nemiche appena uscite dalla base iniziarono ad avere effetto da questa fase del conflitto. Anche la ricerca operativa fu utilizzata per aumentare l'efficienza dei metodi di attacco e delle armi in uso.

### Numeri
I numeri furono uno dei fattori del successo Alleato, per quanto ciò non si riduce solamente al numero di unità in campo: sia la Kriegsmarine che gli Alleati, infatti, avevano più imbarcazioni operative nel 1943 rispetto a quante ne avessero all'inizio della guerra.
La battaglia dell'Atlantico fu una guerra di tonnellaggio: i tedeschi dovevano affondare le navi più velocemente rispetto alla produzione Alleata e dovevano costruire più U-Boots di quanti ne perdessero. Prima del maggio 1943, la Kriegsmarine non stava comunque vincendo, anche nei mesi di maggior successo la maggior parte dei convogli arrivava a destinazione senza danni. Nel caso dell'HX-229/SC-122, per esempio, circa l'80% delle navi arrivò in porto.
All'inizio della guerra, i tedeschi dovevano affondare 710 000 t al mese per andare in guadagno, e solo raramente raggiunsero l'obiettivo. Quando l'imponente capacità cantieristica degli Stati Uniti fu messa in gioco, questo target arrivò alle 1 300 000 t al mese. In ogni caso, le perdite di U-Boot erano comunque gestibili. I cantieri navali tedeschi producevano 20 sommergibili al mese, e nel periodo precedente al Maggio nero le perdite non raggiungevano la metà di questa cifra. A maggio invece la Kriegsmarine cominciò a perdere: l'affondamento di 43 unità (il 25% di quelle operative) fu un grave danno, e il gioco rimase in perdita fino alla fine della guerra.

## La reazione tedesca
La Germania cercò di rimettere a posto la situazione nell'Atlantico con miglioramenti anche qui in campo tecnico e tattico. La prima riforma tattica vide l'inizio delle operazioni sommergibilistiche in altri teatri, come l'Oceano Indiano, sperando che lì gli obiettivi fossero meno difesi. Per quanto gli U-Boot trovarono meno unità di scorta, c'erano anche meno navi mercantili da affondare (provenienti in gran parte dall'India britannica). Questo gruppo di sommergibili fu chiamato Monsun Gruppe.
Un altro cambiamento tattico effettuato dai tedeschi consistette nel combattere in superficie piuttosto che sott'acqua. Quando l'U-333 fu attaccato da un aereo nel marzo 1943, al posto di immergersi, rimase in superficie e abbatté l'aereo. Si sperava che questo successo potesse essere ripetuto se i sommergibili fossero stati equipaggiati con migliori armamenti antiaerei.
Perciò alcuni U-Boot di Tipo VIIT furono trasformati in apposite unità antiaeree (come l'U-441), ma senza successo. All'inizio, ciò sorprese gli Alleati, ma presto essi seppero sfruttare a proprio vantaggio la maggiore permanenza in superficie dei sommergibili tedeschi, che rischiavano la foratura dello scafo a pressione. Inoltre le capacità AA erano limitate dalla mancanza di protezione contro i mitragliamenti a bassa quota, e i piloti Alleati spesso chiamavano navi di superficie in rinforzo contro gli U-Boot antiaerei. Infine, i cannoni aggiuntivi causavano attrito durante l'immersione. Il caso dell'U-333 divenne l'eccezione più che la regola e l'esperimento degli U-Boot AA fu abbandonato dopo soli sei mesi; la miglior difesa di un sommergibile contro gli attacchi aerei era sempre quella di immergersi.
Anche alcune nuove tecnologie divennero un modo per riguadagnare terreno. A metà del 1943, sugli U-Boot venne installato il sistema d'allarme Wanze e i siluri T5 Zaunkönig. Il Wanze doveva dare ai sommergibili un avviso anticipato dell'arrivo di aerei con la speranza che gli U-Boot potessero immergersi prima di essere colpiti. I siluri T5 Zaunkönig erano progettati per procedere a zig-zag per colpire un obiettivo in un convoglio con maggiore probabilità.
I primi sommergibili equipaggiati con snorkel entrarono in servizio nell'agosto 1943, e grazie a questo sistema potevano mantenere più a lungo in funzione i motori diesel in fase d'immersione. In ogni caso, gli snorkel presentavano problemi tecnici, e non furono utilizzati sistematicamente prima della metà del 1944.
La Kriegsmarine sperimentò nuovi tipi di sottomarino come l'Elektroboot (gli U-Boot Tipo XXI e Tipo XXIII).
Nessuna delle nuove tattiche e tecnologie poté quindi recuperare il divario tra tedeschi e Alleati e le gravi perdite di U-Boot continuarono. Dopo il Maggio nero, il tasso di perdita degli U-Boot era maggiore di quello di commissionamento, e il numero di sommergibili operativi diminuì lentamente.